# Бривземниекская волость
Бри́вземниекская волость (латыш. Brīvzemnieku pagasts) — одна из девятнадцати территориальных единиц Лимбажского края Латвии. Граничит с Алойской, Браславской, Палеской и Катварской волостями своего края и с Дикльской и Матишской волостями Валмиерского края.
Крупнейшими населёнными пунктами волости являются сёла: Пуйкуле (волостной центр), Буйва, Озоли, Озолмуйжа.
Через Бривземниекскую волость, минуя село Пуйкули, проходит региональная автодорога P13 (Лимбажи — Алоя).
По территории волости протекают реки Иге и Струнькупите. Восточнее Пуйкули находится большое Ванагское болото.

## История
В 1945 году в Озолской волости Валмиерского уезда был создан Бривземниекский сельский совет. Начиная с 1947 года он входил поочерёдно в состав Лимбажского уезда (1947—1949), Алойского (1949—1956), Лимбажского (1956—1962, 1967—2009) и Валмиерского (1962—1967) районов.
В 1950 году к Бривземниекскому сельсовету была присоединена территория ликвидированного Озолского сельсовета. В 1954 году — территория ликвидированного Пукульского сельсоветаю В 1977 году части территории Бривземниекского сельсовета были переданы в распоряжение Алойской сельской территории и Катварскому сельскому совету.
В 1990 году Бривземниекский сельсовет был реорганизован в волость. В 2009 году, по окончании латвийской административно-территориальной реформы, Бривземниекская волость вошла в состав Алойского края.
В 2021 году в результате новой административно-территориальной реформы Алойский край был упразднён, Бривземниекская волость была включена в Лимбажский край.